# Syllepte albirivalis
Syllepte albirivalis là một loài bướm đêm trong họ Crambidae.